# Kurin (Syria)
Kurin (arab. كورين) – miejscowość w Syrii, w muhafazie Idlib. W 2004 roku liczyła 5488 mieszkańców.